# Отто Штайнгойзль
Отто Штайнгойзль (нім. Otto Steinhäusl; 10 березня 1879, Будвайс — 20 червня 1940, Відень) — австрійський і німецький поліцейський діяч, доктор права (1905), оберфюрер СС (25 липня 1938). Президент Інтерполу (1938—1940).

## Біографія
Син обер-лейтенанта австро-угорської армії. З 1898 року вивчав право у Віденському університеті. В 1902-03 роках служив однорічним добровольцем в 17-му піхотному полку. В 1907 році став практикантом Віденської поліції. В 1911 році переведений в службу безпеки Меріша-Острау.
В 1913 році повернувся у Відень, в 1915 році призначений комісаром поліції. Під час Першої світової війни служив у контррозвідці. В 1919 році призначений обер-комісаром поліції, в 1921 році — поліцейським радником. В 1922 році був тимчасовим керівником відділу федеральної поліції Зальцбурга. В 1931 році переведений в штаб-квартиру Віденської поліції, з 1932 року — начальник служби безпеки. В 1933 році очолив групу кримінальної поліції.
Штайнгойзль дотримувався великонімецьких ідей, проте не був відкритим прихильником НСДАП. Він знав про підготовку Липневого путчу, тому після його придушення був заарештований і 20 грудня 1935 році засуджений до 7 років ув'язнення. В липні 1936 року звільнений.
12 березня 1938 року вступив у СС (посвідчення № 292 773). З 16 березня 1938 року — президент поліції Відня (офіційно — з 18 січня 1940 року). У квітні 1938 року призначений президентом Інтерполу. Помер від туберкульозу.

## Нагороди
- Ювілейний хрест (1908)
- Золотий хрест «За цивільні заслуги» (Австро-Угорщина) з короною (1913) — за викриття Альфреда Редля.
- Пам'ятна військова медаль (Австрія) з мечами
- Великий срібний почесний знак «За заслуги перед Австрійською Республікою»
- Почесний кут старих бійців
- Медаль «У пам'ять 13 березня 1938 року»
- Почесний хрест ветерана війни з мечами
- Медаль «За вислугу років у поліції» 3-го, 2-го і 1-го ступеня (25 років)
- Почесний член спортивного клубу Рапід